# Citroën 2 CV Manx

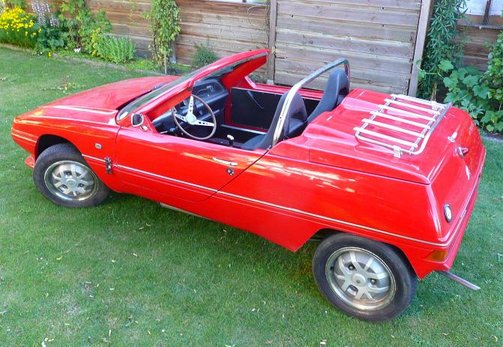
2 CV Citroën Manx

La Citroën 2 CV Manx est une automobile en kit du début des années 1990, construit sur un châssis de Citroën 2 CV.

## Historique
La Manx est un kit anglais de 1991, commercialisé par Manx Cars puis Rico Vehicles et conçu par Jim Clark, qui a été développeur chez Lola Cars, Lotus Cars et McLaren Automotive. Le projet initial était basé sur un châssis de Coccinelle mais la réalisation s'avérant impossible, le châssis de la 2 CV a été choisi.
La Manx MX1 est immédiatement suivie par la MX3 qui est une évolution avec un capot moteur d'une seule pièce et des portières agrandies. Le nombre exact de kits n'est pas connu mais avoisine la douzaine.
Historique:  Fondée en 1991 par Jim Clark, la société a été rebaptisée Ayrspeed-Manx et a déménagé à Reading en 1998, également dans le Berkshire. Iain Ayr était parfois impliqué. La production a pris fin en 2000. Au total, environ douze exemplaires auraient été réalisés. [2] Sept voitures sont encore répertoriées.

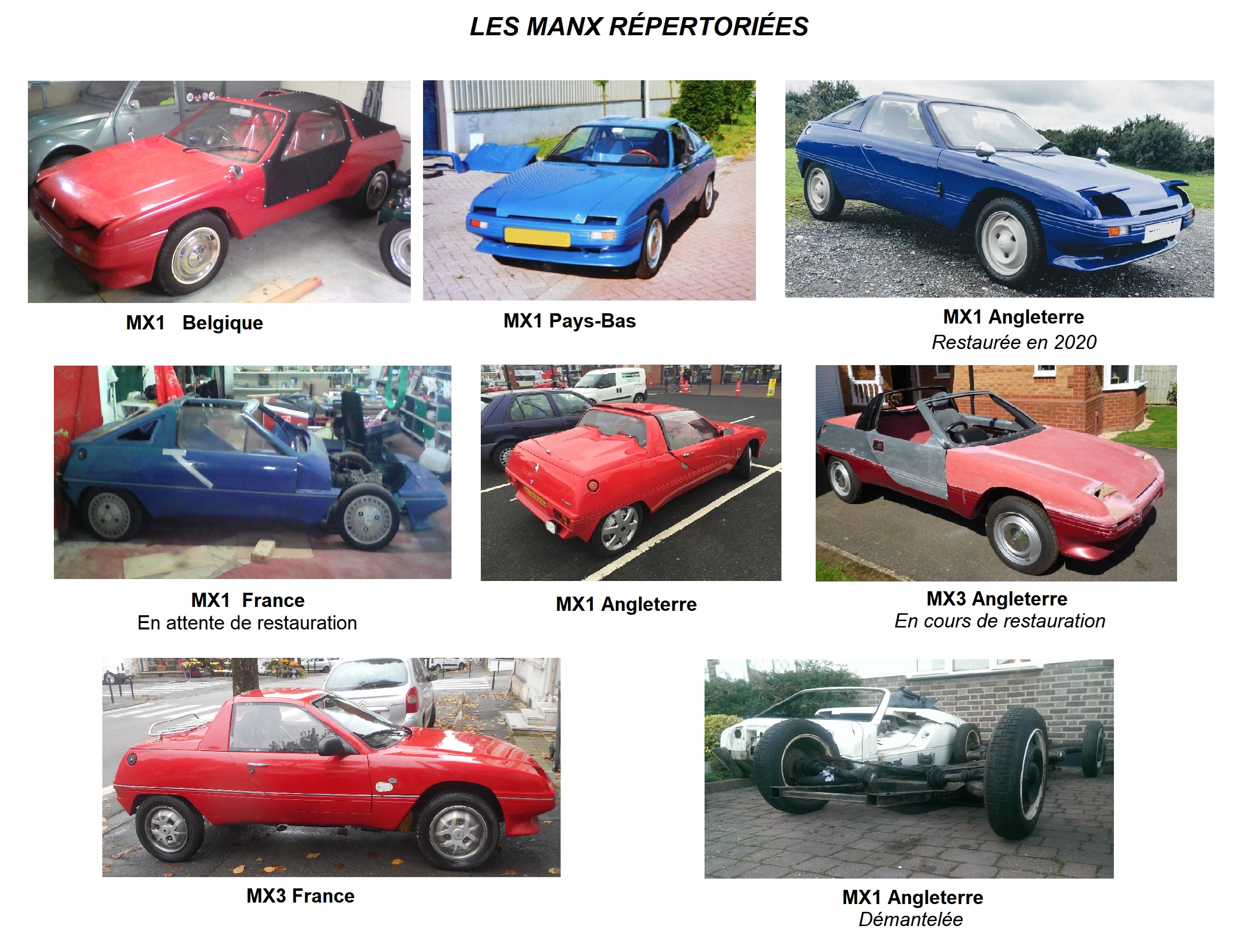
Les Manx répertoriées en 2020

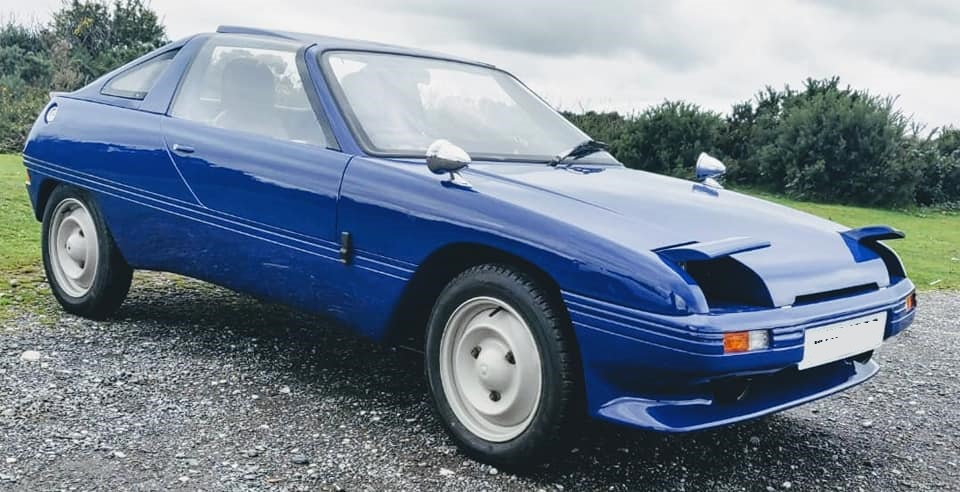
Manx MX1 Restaurée en 2020

Fereday Cars de Hartley Wintney sous la direction d'Alan Fereday a continué la production de 2000 à 2002 sous la marque Vario . Il s'agit du même kit de base, mais notablement modifié pour être utilisé avec une base mécanique de Fiat.

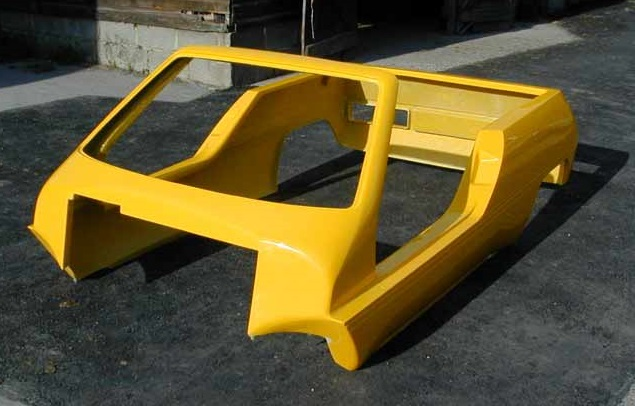
Kit Vario

De 2011 à 2013 Deauville Cars a repris la commercialisation du kit Manx sur base 2CV.

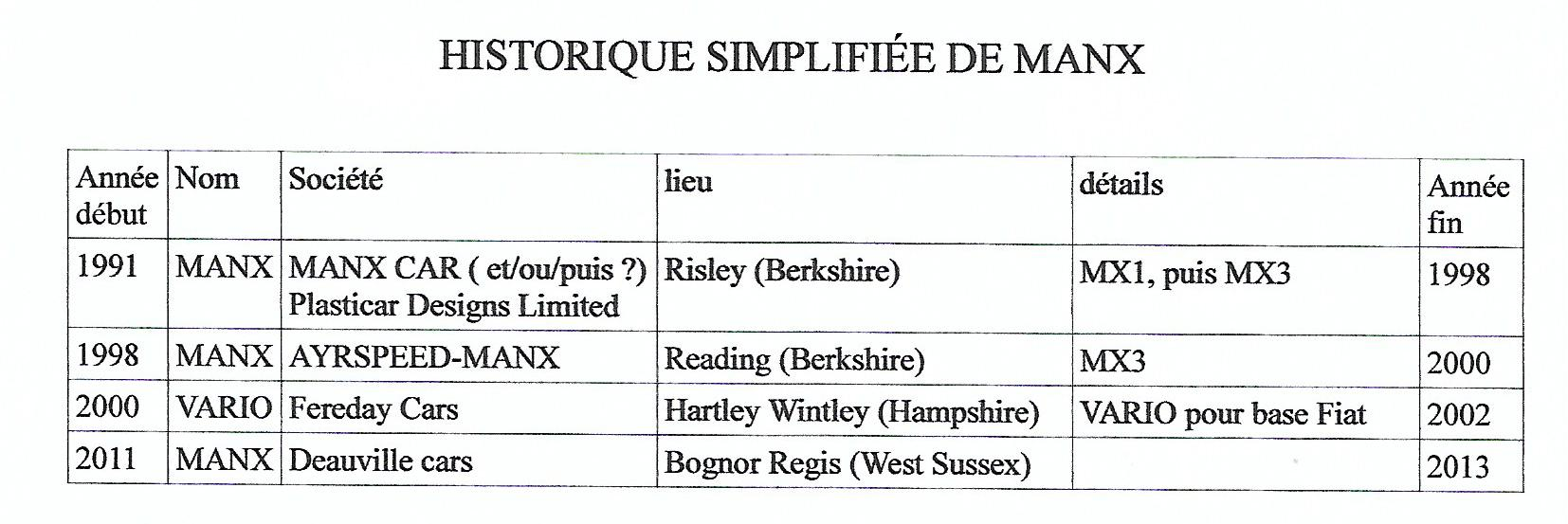
Tableau de l'historique de production des kits 2CV Manx